# Nephrops norvegicus
La cigala (Nephrops norvegicus) es un crustáceo decápodo de la familia de los nefrópidos, similar al bogavante, que también es un nefrópido. Se trata de una especie comestible muy apreciada por su sabor.

## Descripción
Posee un cuerpo y abdomen alargados, estrechos y de menor robustez que los del resto de especies de la familia. Puede alcanzar los 18 centímetros de longitud. Es de color rosáceo.
El primer par de patas torácicas es largo, con largas pinzas ligeramente desiguales. El segundo y el tercer par también con pinzas. Segmento abdominal terminado en una punta a cada lado. Ojos de córnea negra y muy hinchada, de aspecto arriñonado. Rostro con dos carenas o crestas longitudinales; otras carenas en el caparazón y las pinzas.

## Biología
Sólo salen al anochecer y al amanecer para alimentarse. Pueden vivir en profundidades de hasta 800 m. Viven preferentemente sobre fondos blandos de arena fina, donde suelen esconderse en galerías (madrigueras) perforadas por ellos mismos, a veces largas y con más de una salida para escapar.
En el Mediterráneo occidental, la época del desove va de julio a febrero. Los huevos, de color verde al principio, se vuelven de color rojo, y suelen verse adheridos a la parte inferior del cuerpo de la hembra, que los oxigena con movimientos de sus patas. Tras nacer, las crías tardan unos dos años en alcanzar la edad adulta.
La cigala es un depredador que vive en solitario, y generalmente escondido, ya que es sedentario y nocturno. Entonces es cuando sale a alimentarse, fundamentalmente de gusanos poliquetos y peces muertos, y no desprecia un bocado de moluscos, equinodermos y otros crustáceos. Resumiendo, es detritívoro y oportunista, por lo que generalmente se alimenta de lo que encuentre en el medio en el que vive, y de una variada gama de invertebrados bénticos.